# Otto H. Mueller
Otto Hermann Mueller, auch Otto Hermann Müller, (* 18. August 1829 in Magdeburg-Friedrichstadt; † 17. Juni 1897 in Gmunden, Oberösterreich) war ein deutscher Ingenieur und Dampfmaschinenkonstrukteur.

## Leben
Otto H. Mueller war der Sohn des königlichen Rentmeisters Carl Heinrich Emanuel Müller. Im Alter von 16 Jahren wurde er Volontär der Maschinenfabrik der Vereinigten Hamburg-Magdeburger Dampfschiffahrtsgesellschaft in Buckau; mit der Abschaffung der Volontäre wurde er Lehrling. Parallel dazu besuchte er sonntags eine Kunstschule. Durch seine Leistungen an der Kunstschule erhielt er 1849 ein Stipendium an der Gewerbeakademie Berlin. Aufgrund seiner Leistung wurde er in die Berliner Konstruktionsabteilung seines Arbeitgebers versetzt. Dort stieg Mueller zum Oberingenieur und zum Nachfolger von Brami Andreae auf. 1854 verpflichtete ihn J. J. Ruston, in Prag die spätere Prager Maschinenbau zu modernisieren. Durch eine Reise nach England im Jahr 1855 lernte er die Corliss-Dampfmaschine kennen, für deren Verbreitung auf dem europäischen Festland er sorgte. 
1857 konstruierte Mueller als Erster eine Verbundmaschine, indem er die Welle einer Betriebsmaschine mit einem Niederdruckzylinder verband. Die technischen Berechnungen dazu wurden von Gustav Schmidt durchgeführt. 1862 trat er dem Verein Deutscher Ingenieure (VDI) mit der Mitgliedsnummer 562 bei. 1866 erhielt Mueller ein Angebot, in Pest die spätere „Erste Ungarische Maschinenfabrik und Eisengießerei AG“ zu errichten und später auch zu leiten, dem er im Folgejahr nachkam. Diese Aufgabe erfüllte er bis 1870. Danach ließ er sich als Konsulent und Zivilingenieur nieder. 1877 veröffentlichte er  mit Die Dampfmaschine vom ökonomischen und praktischen Standpunkte betrachtet sein einziges Buch. 1886 zog Mueller nach Gmunden, wo er sich auch weiterhin mit Konstruktionsaufgaben beschäftigte. Im Jahr 1890 entsandte der VDI ihn nach England, um die Ursachen des Schadens an der City of Paris zu untersuchen. 1895 wurde bei ihm eine Krebserkrankung festgestellt.
Otto H. Mueller war seit 1857 mit Isabella Hepburn-Andrews (1837–1901) aus Gloucester verheiratet. Das Ehepaar hatte vier Söhne und drei Töchter. Seine Frau war eine Nichte von J. J. Ruston.
Die Zeitschrift des Vereines deutscher Ingenieure widmete Mueller einen mehrseitigen Nachruf. Conrad Matschoß würdigte ihn in seinem Buch Geschichte der Dampfmaschine als „Veteran des deutschen Dampfmaschinenbaues [...] mit klarem Blick“. Wegen seiner Verdienste wurde ihm zu Beginn der 1880er-Jahre die ungarische Staatsbürgerschaft verliehen.